# Esplosione di Bahawalpur
L'esplosione di Bahawalpur avvenne il 25 giugno 2017, a Ahmedpur East, nel distretto di Bahawalpur, nella regione del Punjab, in Pakistan. Un camion cisterna esplose uccidendo 219 persone e ferendone almeno altre 34. Il camion si ribaltò quando il suo autista tentò di svoltare bruscamente sull'autostrada nazionale N-5. Una volta che la notizia dell'incidente si diffuse nei villaggi vicini, centinaia di residenti si precipitarono sulla scena per saccheggiare il camion del suo carico. Il camion quindi esplose; i primi rapporti suggerirono che l'esplosione fosse stata causata da una sigaretta.

## Incidente
Intorno alle 06:00 ora locale (01:00 GMT), un'autocisterna che trasportava 50.000 litri di carburante si rovesciò a causa di una brusca manovra sull'autostrada nazionale N-5 vicino a Ahmedpur East, nel distretto di Bahawalpur, nella regione del Punjab, in Pakistan. Il camion stava viaggiando da Karachi a Vehari.
La notizia dell'incidente si diffuse rapidamente nel vicino villaggio di Ramzanpur Joya, poiché l'altoparlante della moschea avvisò gli abitanti. Un gran numero di persone impegnate a lavorare nelle fattorie di mango lungo la strada (circa 500), tra cui uomini, donne e bambini, si radunarono successivamente sul posto per raccogliere la benzina. La folla ignorò i tentativi della polizia di liberare l'area. Circa 10 minuti più tardi, il camion esplose dopo che il carburante fuoriuscito dal suo contenitore danneggiato prese fuoco, uccidendo almeno 148 persone. Decine di feriti morirono nei giorni seguenti, portando il bilancio delle vittime a 219. Secondo alcuni rapporti dei media, l'esplosione avvenne circa 45 minuti dopo l'incidente iniziale dell'autocisterna.
Ci furono rapporti preliminari contrastanti sulla causa dell'esplosione: alcuni dissero che il combustibile era stato acceso nel tentativo di accendere una sigaretta vicino all'autocisterna rovesciata, altri dissero che la causa era stata una scintilla proveniente da una delle numerose macchine e motociclette che si precipitarono in loco.

## Risposta
La polizia stradale sospese il traffico e creò due deviazioni. Il Rescue 1122 (organizzazione sanitaria locale) e i vigili del fuoco locali arrivarono sul luogo dell'incidente subito dopo l'inizio dell'incendio ed iniziarono le operazioni di salvataggio. I pompieri combatterono l'incendio per oltre due ore prima di spegnerlo.
Almeno 90 delle vittime vennero portate al District Headquarters Hospital ed al Bahawal Victoria Hospital di Bahawalpur. Gli elicotteri dell'esercito pakistano trasferirono 51 feriti da Bahawalpur all'ospedale di Multan.

## Conseguenze
La maggior parte dei corpi bruciarono così tanto che diventò impossibile il riconoscimento, molti arsero fino ai loro scheletri. Nell'esplosione rimasero bruciate almeno sei auto e dodici motociclette. L'autostrada era piena di utensili da cucina, pentole, refrigeratori d'acqua, taniche e secchi che le vittime portarono per raccogliere la benzina. Il conducente dell'autocisterna fu tenuto in arresto, ma morì in ospedale a causa delle gravi condizioni in cui versava. Oltre 120 vittime, che non poterono essere riconosciute, furono seppellite in una fossa comune.

## Reazioni
Il primo ministro pakistano Nawaz Sharif espresse il suo dolore ed invitò la regione del Punjab a fornire "assistenza medica completa". In seguito interruppe un viaggio privato a Londra e tornò in Pakistan dopo l'esplosione.
L'Alta Commissione britannica in Pakistan, l'Ambasciata degli Stati Uniti a Islamabad e il segretario delle Nazioni Unite (ONU) António Guterres inviarono le loro condoglianze.